# Überbrettl

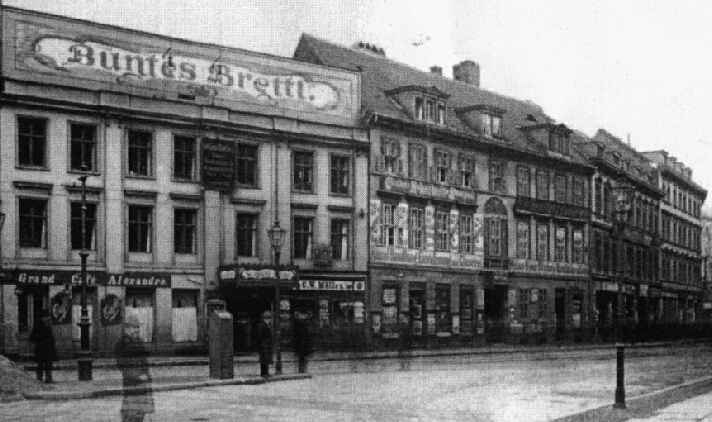
Überbrettl em 1901 na Alexanderstraße

Überbrettl (pronúncia em alemão: [ˈʔyːbɐˌbʁɛtl̩] super-kabarett) foi o primeiro local na Alemanha para o cabaré literário, ou Kabarett, fundado em 1901 em Berlim por Ernst von Wolzogen. O conceito do Kabarett alemão foi importado de espaços franceses como o Le Chat Noir em Paris, de onde manteve a atmosfera característica de intimidade. Mas o tipo alemão desenvolveu suas próprias peculiaridades, principalmente seu humor de forca característico.

## História
A atmosfera distinta do cabaré foi esboçada por Otto Julius Bierbaum em seu romance Stilpe de 1897, que inspirou Wolzogen na fundação do Überbrettl . Ele escolheu o nome inicial tanto para parodiar o conceito de Friedrich Nietzsche "Übermensch" e contrastar o brettl generalizado programas de variedades sem maiores ambições artísticas.
O local foi inaugurado em um antigo teatro em 18 de janeiro de 1901 na Alexanderstraße No. 40, vis-à-vis a sede da polícia de Alexanderplatz. Victor Hollaender, o pai de Friedrich Hollaender, atuou como diretor musical, temporariamente substituído por Arnold Schoenberg, com Oscar Straus como compositor principal. As apresentações incluíram paródias escritas por Christian Morgenstern e a peça de um ato Episode de Arthur Schnitzler. Eles logo se tornaram muito populares, envolvendo o estabelecimento de vários locais de Kabarett por toda a Berlim.
No entanto, dificuldades econômicas surgiram no mesmo ano, quando Wolzogen estabeleceu outro local, o Buntes Theatre ("teatro colorido"), no bairro de Kreuzberg. O grande salão foi ricamente decorado em estilo Art Nouveau por August Endell; no entanto, os altos custos combinados com a localização remota acabaram sendo fatais. Em 1902, Wolzogen aposentou-se e as apresentações no palco se concentraram em comédias triviais. A partir de 1909, as salas foram utilizadas pela companhia de teatro Freie Volksbühne.